# Gefechtsaufklärung

Spähtrupp taktisches Zeichen

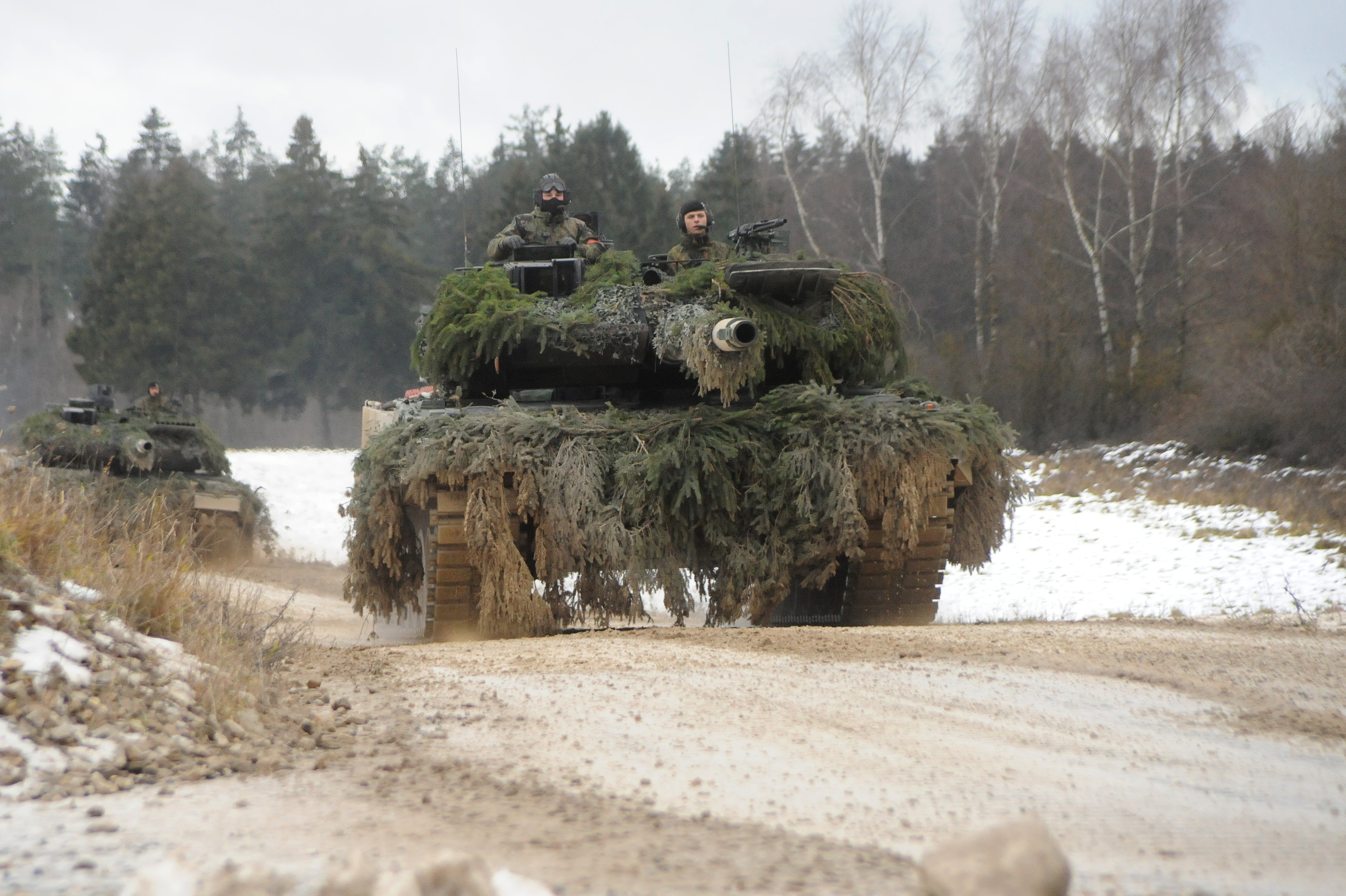
Gepanzerter Spähtrupp. KPz Leopard 2 auf dem Truppenübungsplatz Grafenwöhr

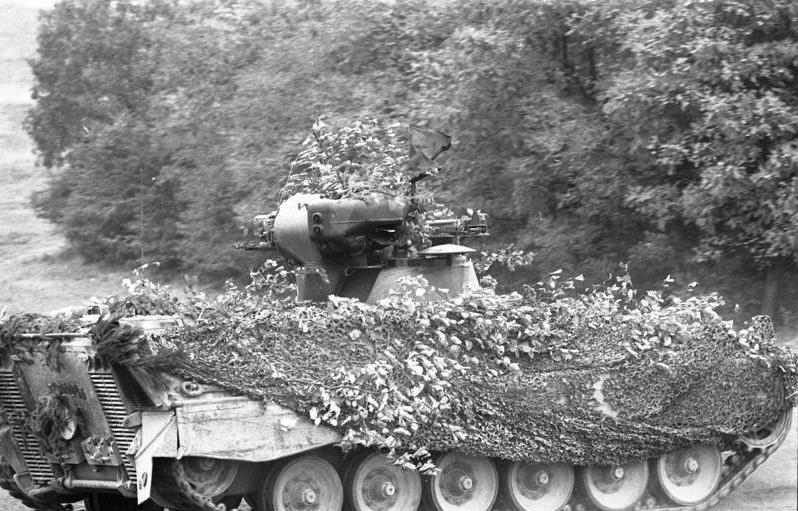
Getarnter Schützenpanzer Marder

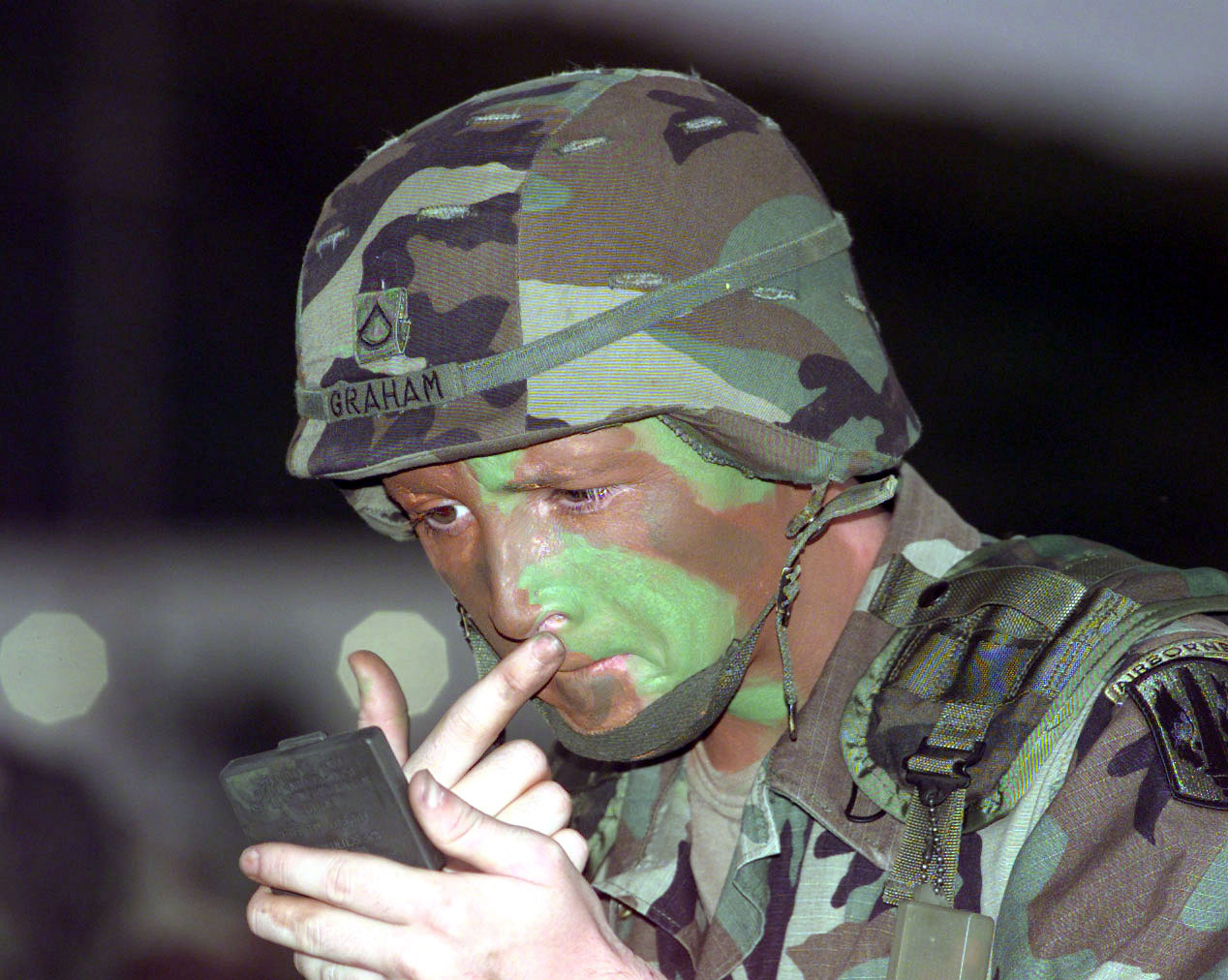
Gesichtstarnung als Vorbereitung für den nächtlichen Spähtrupp

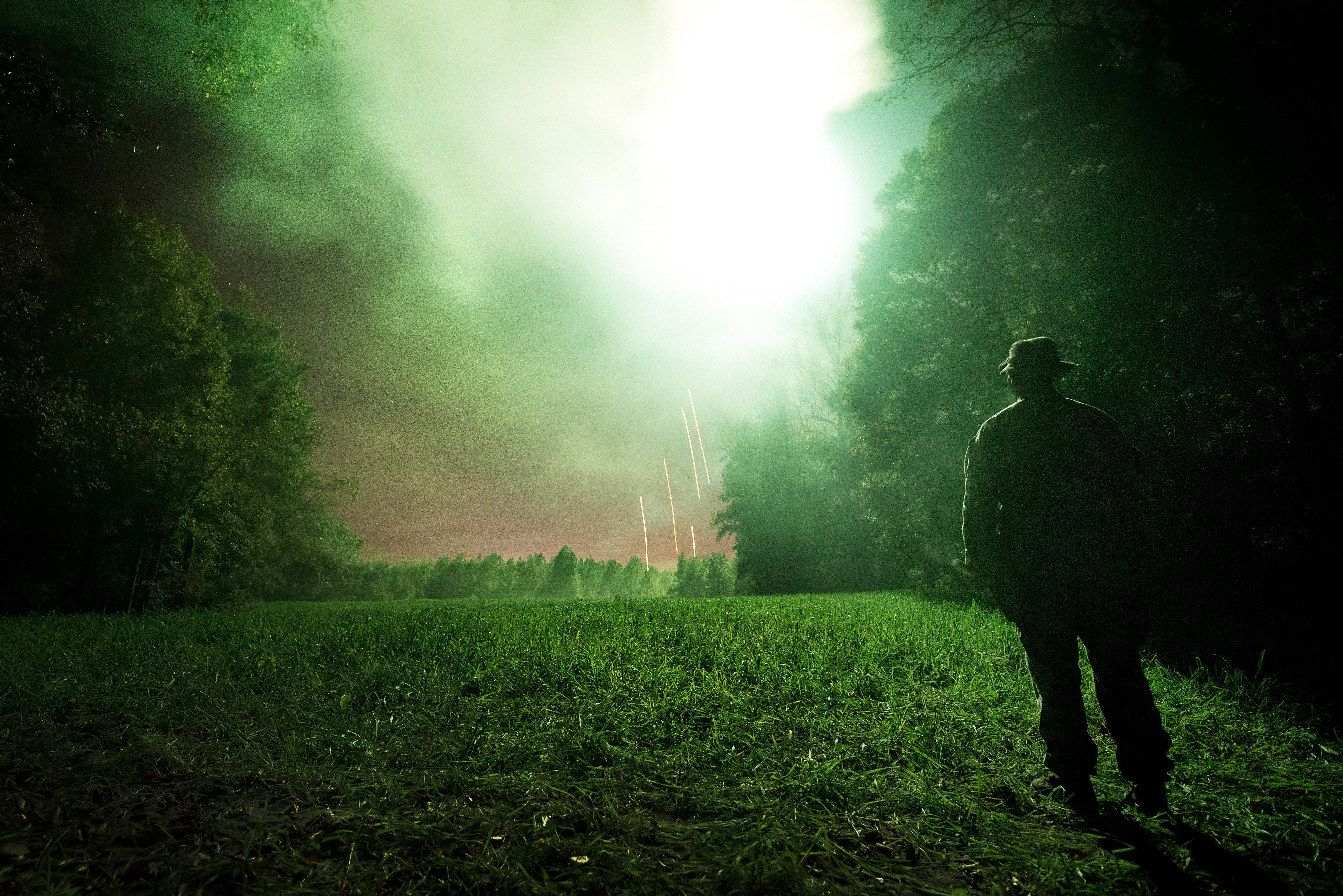
Nächtlicher Beobachter mit Gefechtsfeldbeleuchtung im Vorgelände

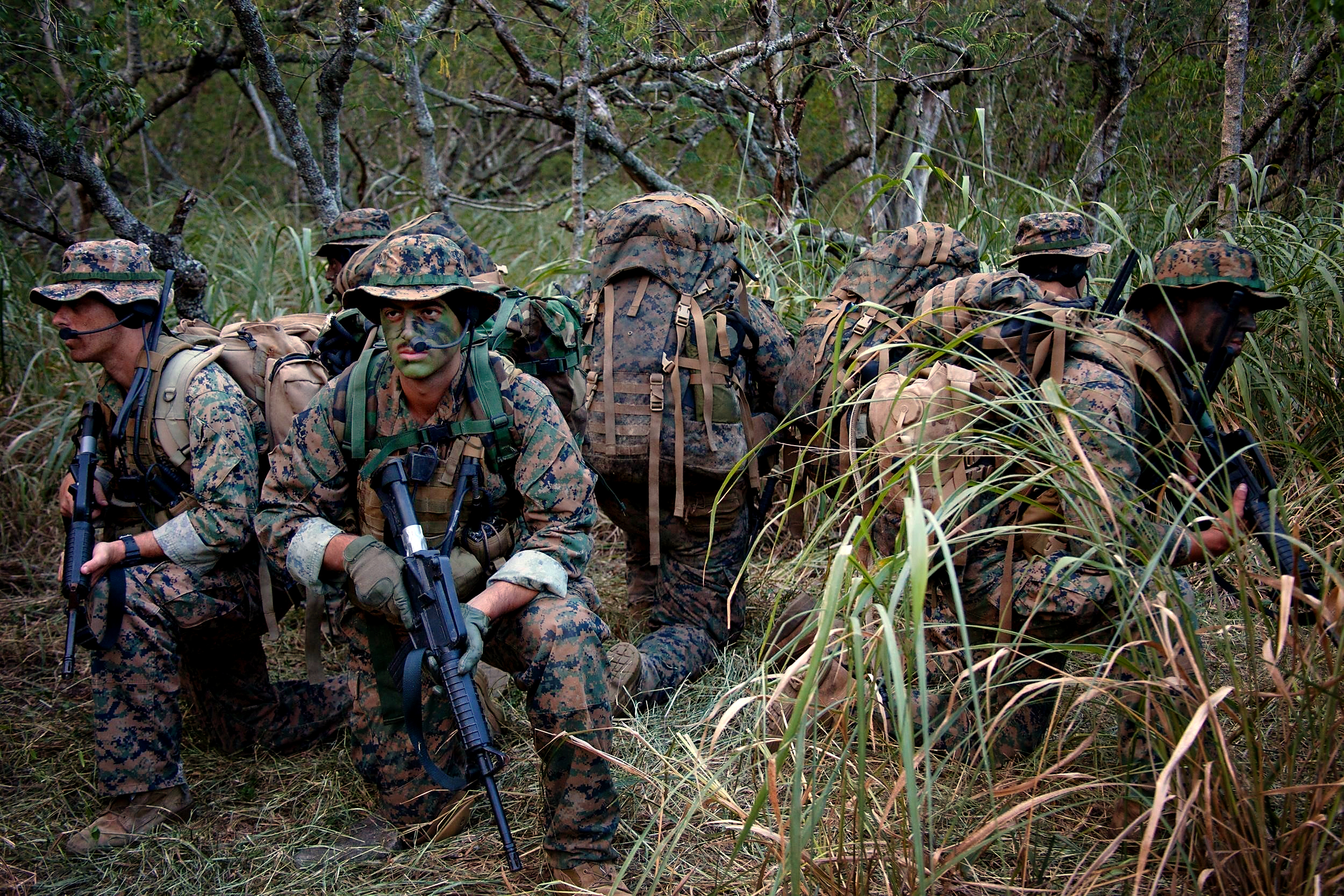
Spähtrupp der 4th Force Reconnaissance Company/US-Marines bei der Rundumsicherung

Die Gefechtsaufklärung (GefAufkl), englisch tactical reconnaissance, gehört in den Bereich der taktischen Aufklärung und wird von allen Kampftruppen durchgeführt, in erster Linie von der Panzer- und Panzergrenadiertruppe als mechanisierter Spähtrupp und der Jägertruppe als Spähtrupp zu Fuß – im Gegensatz zur Spähaufklärung, welche von Aufklärungskräften durchgeführt wird.
Aufklärung dient dazu Informationen über den Feind, seine Stärke, Standort, Verhalten und Bewaffnung zu gewinnen. Die Gefechtsaufklärung gehört im weiteren Sinne zur Gefechtsfeldbeobachtung, die durch Sicherungen, vorgeschobenen Beobachter sowie Feld- und Horchposten gewährleistet wird. Sie ist zeitintensiv, muss frühzeitig angesetzt werden und gehört zu den ständigen Aufgaben der Kampftruppe und dient dem Schutz der eigenen Kräfte. Geführt und befohlen wird die Gefechtsaufklärung durch den übergeordneten Gefechtsverband. Gefechtsaufklärung dringt dabei, im Gegensatz zur Spähaufklärung von Aufklärungstruppen, nicht oder selten in den Feindraum ein, sondern klärt Feindkräfte und deren Dislozierung in der FLET (Forward Line of Enemy Troops) auf.
In ihrem jeweiligen Einsatzraum führen aber auch alle anderen Truppen Aufklärung durch Spähtrupps, Alarmposten und Streifen durch – so Logistiktruppenteile im Versorgungsraum eines Verbandes oder Großverbandes.
Im Gegensatz dazu soll Erkundung Kenntnisse über die Geländebeschaffenheit sowie die Gangbarkeit von Gelände und Gewässern ermitteln.

## Ziele
Die Gefechtsaufklärung gehört in allen Operationsarten – Angriff, Verteidigung und Verzögerung – zur ständigen Aufgabe aller verantwortlichen Truppenteile und dient der unmittelbaren Informationsgewinnung für die Truppe. Der Truppenführer formuliert die Aufklärungsziele in Form von Einzelbefehlen, die er für seine Entschlussbildung benötigt:
- Feindliche Truppen
- Feuerstellungen schwerer Waffen

selten und soweit aufklärbar
- Position von Gefechtsständen
- Position von Feld- (Kampfstände) und Pionierverstärkungen (Minen und Sperren)
- Logistische Einrichtungen
- Flugabwehrkräfte

Die Gefechtsaufklärung dient der Informationsgewinnung über Lage, Bewegung und vermutete Absicht des Feindes. Sie dient allgemein der Feststellung von Feindkräften, ihrer Waffenwirkung und Bewegungslinien im beobachteten Vorfeld. Die Aufklärungstiefe wird durch die eingesetzten Mittel bestimmt und beträgt grundsätzlich weniger als 5 km.

### Bedeutung der Aufklärung im Angriff
Die Ziele der Aufklärung vor einem Angriff können wie folgt definiert sein:
- Verlauf des VRV
- Stärke und Gruppierung des Feindes
- Flanken, Lücken und Nahtstellen des Verteidigers
- Geländehindernisse und Sperren
- Möglichkeiten der eigenen Annäherung
- Schwerpunkt der Panzerabwehrwaffen
- Stellungen der Artillerie und Mörser
- Gefechtsstände
- Reserven
- Richtung möglicher Gegenangriffe

## Durchführung
Gefechtsaufklärung zum Feststellen von Aufenthalt und Bewegung des Gegners kann entweder durch eine stehende Beobachtungsstelle oder durch auf- oder abgesessene Spähtrupps durchgeführt werden.
Auftrag eines Spähtrupps ist durch unbemerkte Aufklärung festzustellen, welche Absicht, Stärke und Bewaffnung der Feind besitzt, des Weiteren die Feststellung, ob bestimmte Räume feindfrei oder feindbesetzt sind oder, um Fühlung mit dem Feind zu halten.
Gefechtsaufklärung und Erkundung können miteinander verbunden sein. So kann ein Spähtrupp z. B. die Aufgabe erhalten, ob ein bestimmtes Gelände gangbar ist oder nicht.
Eine besondere Rolle spielt die Aufklärung durch Aufklärungskräfte in der Überwachung von Flanken, um hier vor einem überraschenden Angriff des Gegners geschützt zu sein.
Bei der Aufklärung durch Kampf wird die Feindstärke und Dislozierung durch einen eigenen, zeitlich und räumlich begrenzten Angriff aufgeklärt.

### Aufgesessener Spähtrupp
Die Benutzung von Gefechtsfahrzeugen (Spähzug oder Halbzug, mindestens zwei zur gegenseitigen Überwachung) ermöglicht die Aufklärung durch Kampf und war in der Vergangenheit Hauptaufgabe der Panzeraufklärungstruppe. Der aufgesessene Spähtrupp ermöglicht größere Eindringtiefen in feindliches Territorium und marschiert auf zuvor festgelegten Bewegungslinien auf das Aufklärungsziel. Die Bewegungen dazu können dabei je nach Lage und Feinddruck raupenartig oder überschlagend sein. Der Beobachtungshalt wird meistens von einer Deckung vorgenommen und am Ende das Aufklärungsziel häufig abgesessen erreicht.

### Abgesessener Spähtrupp
Abgesessene Spähtrupps werden häufig im unübersichtlichen Gelände oder bei eingeschränkter Sicht eingesetzt. Sie bewegen sich zu Fuß von Beobachtungspunkt zu Beobachtungspunkt, indem sie die natürliche Deckung ausnutzen. Der Spähtruppführer befiehlt Marschweg und Sammelpunkte, an denen versprengte Soldaten, die nach einem überraschenden Feindkontakt oder nach einem Feuerüberfall abkommen, aufgenommen werden können. Feindkontakt, so auch die Begegnung mit feindlichen Spähtrupps, feindlichen Sicherungen, feindbesetzten Ortsrändern wird nach Möglichkeit vermieden. Am Aufklärungsziel nimmt der Spähtrupp eine Rundumsicherung ein und sammelt durch Augenaufklärung (Augen oder optische Hilfsmittel, wie DF – Doppelfernglas und Nachtsichtgeräte) und Horchaufklärung die geforderten Informationen.

## Unterschied zwischen Späh – und Gefechtsaufklärung
Spähaufklärung wird von der übergeordneten taktischen Führungsebene angeordnet und von einer spezialisierten Truppengattung (Panzeraufklärer, Heeresaufklärer und Fernspäher) in größerer Aufklärungstiefe betrieben. Der Auftrag der Spähaufklärung lautet in der Regel, den Feind zu lokalisieren, nach Art (Waffengattung, Anzahl der Gefechtsfahrzeuge) und Umfang (Truppenstärke) zu identifizieren und je nach Art der Informationsgewinnung eine gewisse Zeit am Feind zu verbleiben und danach zu aufnehmenden Truppenteilen zurückkehren. Hierbei ist Aufklärung durch Kampf in den seltensten Fällen eine Option. Dennoch kann nicht ausgeschlossen werden, dass es zu kleineren Gefechten und Scharmützeln mit gegnerischer Vorhut, Gefechtsaufklärung oder Flankensicherung kommt. 
Gefechtsaufklärung wird allgemein von den Kampftruppen (Panzer und Panzergrenadiere) in einer geringeren Eindringtiefe von maximal 5 Kilometern vor den eigenen Linien betrieben. Eine der wichtigsten Aufgaben ist die Fühlung mit dem Feind aufzunehmen. Anders als bei der Spähaufklärung, spielt hierbei die Aufklärung durch Kampf eine größere Rolle. Gepanzerte Spähtrupps (KPz oder SPz), bzw. verstärkte schwere Spähtrupps, besitzen die Feuerkraft, um feindliche Späh- oder Gefechtsaufklärung zu bekämpfen. Weiterhin sollen wichtige Erkenntnisse über die Sicherung des Gegners, seine Sperren, Flanken und Lücken gewonnen werden. Gefechtsaufklärung kann stärkere Kräfte vortäuschen und den Gegner frühzeitig zur Entfaltung zu zwingen, um ihn somit besser bekämpfen zu können.